# Didactylia buxtoni
Didactylia buxtoni är en skalbaggsart som beskrevs av Renaud Maurice Adrien Paulian 1939. Didactylia buxtoni ingår i släktet Didactylia och familjen Aphodiidae. Inga underarter finns listade i Catalogue of Life.